# 奧克希爾 (密蘇里州)
奧克希爾（英語：Oak Hill）是位於美國密蘇里州克勞福德縣的非建制地區。

## 歷史
奧克希爾的郵局於1870年設立，其後於1944年停運。

## 地理
奧克希爾所處的海拔為高於海平面229米（即751英呎），而該地所採用的時區為UTC-6，即北美中部時區（CST）。同時該地設有夏令時間，為UTC-6調快一小時，即UTC-5（CDT）。